# Фунтана
Фунтана (итал. Fontane) је рибарско, пољопривредно и туристичко место и средиште истоимене општине у Истарској жупанији, на западној обали Истре.

## Рељеф
Фунтана је смјештена на простору између туристичкога Врсара и Пореча, чије се приобаље протеже од Зелене Лагуне на западу до Валканеле на југу. Реч је о најразуђенијој обали истарског полуострва с бројним увалама и острвцима. Броји нешто више од хиљаду становника.
Околица Фунтане је благо брежуљкаст крај прошаран виноградима, маслиницима, ораницама и ливадама, те боровим и храстовим шумарцима који често допиру до самога мора. Клима је блага, медитеранска с просечном температуром у најхладнијем месецу — јануару +5 °C, а у најтоплијем августу +24 °C. Море је чисто, а сезона купања траје од маја до октобра. Ове климатско-природне погодности и близина континенталној Европи утицале су на снажан развој туризма. Становници Фунтане и околице интензивније су се окренули туризму шездесетих година 20. века, од када је на атрактивном приобаљу од Зелене Лагуне до Валканеле изграђено низ кампова и хотела, те значајни угоститељско-туристички капацитети у приватном смештају. Изграђена је и сва остала потребна инфраструктура и понуда за десетке хиљада гостију који бораве на фунтанском приобаљу током летних месеци.

## Становништво
На попису становништва 2011. године, општина, одн. насељено место Фунтана је имала 907 становника.

## Попис1991.
На попису становништва 1991. године, насељено место Фунтана је имало 671 становника, следећег националног састава:
| Попис 1991.‍  | Попис 1991.‍  | Попис 1991.‍ | Попис 1991.‍ | Попис 1991.‍ |
| ------------ | ------------ | ----------- | ----------- | ----------- |
|              |              |             |             |             |
| Хрвати       | Хрвати       |             | 444         | 66,16%      |
| Италијани    | Италијани    |             | 21          | 3,12%       |
| Срби         | Срби         |             | 21          | 3,12%       |
| Југословени  | Југословени  |             | 14          | 2,08%       |
| Албанци      | Албанци      |             | 7           | 1,04%       |
| Црногорци    | Црногорци    |             | 5           | 0,74%       |
| Македонци    | Македонци    |             | 4           | 0,59%       |
| Мађари       | Мађари       |             | 3           | 0,44%       |
| Словенци     | Словенци     |             | 3           | 0,44%       |
| Муслимани    | Муслимани    |             | 2           | 0,29%       |
| Немци        | Немци        |             | 2           | 0,29%       |
| Аустријанци  | Аустријанци  |             | 1           | 0,14%       |
| Руси         | Руси         |             | 1           | 0,14%       |
| остали       | остали       |             | 1           | 0,14%       |
| неопредељени | неопредељени |             | 13          | 1,93%       |
| регион. опр. | регион. опр. |             | 120         | 17,88%      |
| непознато    | непознато    |             | 9           | 1,34%       |
| укупно: 671  |              |             |             |             |

## Историјске грађевине
- Црквица Блажене Девице Марије од Милосрђа (11. век)
- Жупна црква Св. Бернарда (1621)
- Црквица Св. Луције (1750)
- Каштел-утврда (1610)
- Црквица Госпе Кармелске (1631)